# Swiss League 2017/18
Die Spielzeit 2017/18 war die 71. reguläre Austragung der Swiss League, der zweiten Spielklasse im Schweizer Eishockeysport. Die Saison umfasste 46 Qualifikationsrunden. Es war die erste Saison nach der Umbenennung der National League B in Swiss League.

## Teilnehmer
Bis auf den HC Red Ice, über den wegen Verschuldung den Konkurs verhängt wurde, treten die gleichen Teams wie bereits in der Saison 2016/17 an.
| Team                      | Standort          | Eishalle                      | Kapazität |
| ------------------------- | ----------------- | ----------------------------- | --------- |
| HC Ajoie                  | Porrentruy        | Patinoire du Voyeboeuf        | 4’200     |
| HC La Chaux-de-Fonds      | La Chaux-de-Fonds | Patinoire des Mélèzes         | 7’200     |
| SC Langenthal             | Langenthal        | Eishalle Schoren              | 4’320     |
| GCK Lions                 | Küsnacht          | KEK Küsnacht                  | 2’800     |
| EHC Olten                 | Olten             | Eisbahn Kleinholz             | 6’500     |
| SC Rapperswil-Jona Lakers | Rapperswil-Jona   | St. Galler Kantonalbank Arena | 6’100     |
| HC Thurgau                | Weinfelden        | Güttingersreuti               | 3’100     |
| EHC Visp                  | Visp              | Litterna-Halle                | 4’300     |
| EHC Winterthur            | Winterthur        | Zielbau Arena                 | 2’496     |
| HCB Ticino Rockets        | Biasca            | Raiffeisen BiascArena         | 3’800     |
| EVZ Academy               | Zug               | Academy Arena                 | 1’500     |

## Hauptrunde

### Tabelle
(Stand: 18. Februar 2018)
Abkürzungen: S = Siege, N = Niederlagen, SNV = Siege nach Verlängerung NNV = Niederlagen nach Verlängerung, SNP = Siege nach Penaltyschießen, NNP = Niederlagen Penaltyschießen, TVH = Torverhältnis

Erläuterungen: Playoffs Saison beendet
| Rang | Team                      | GP | S  | N  | SNV | NNV | SNP | NNP | Tore    | TVH | Punkte |
| ---- | ------------------------- | -- | -- | -- | --- | --- | --- | --- | ------- | --- | ------ |
| 01.  | SC Rapperswil-Jona Lakers | 46 | 33 | 8  | 1   | 0   | 2   | 2   | 178:81  | +97 | 107    |
| 02.  | SC Langenthal             | 46 | 25 | 11 | 6   | 3   | 2   | 1   | 161:109 | +52 | 91     |
| 03.  | EHC Olten                 | 46 | 19 | 15 | 6   | 0   | 5   | 1   | 132:120 | +12 | 80     |
| 04.  | HC La Chaux-de-Fonds      | 46 | 22 | 15 | 4   | 2   | 1   | 2   | 169:132 | +37 | 80     |
| 05.  | HC Ajoie                  | 46 | 22 | 14 | 1   | 6   | 2   | 1   | 168:130 | +38 | 79     |
| 06.  | HC Thurgau                | 46 | 23 | 17 | 2   | 2   | 1   | 1   | 139:125 | +14 | 78     |
| 07.  | EHC Visp                  | 46 | 19 | 16 | 4   | 5   | 1   | 1   | 129:113 | +16 | 73     |
| 08.  | EVZ Academy               | 46 | 16 | 23 | 2   | 3   | 2   | 0   | 139:177 | −38 | 59     |
| 09.  | GCK Lions                 | 46 | 13 | 24 | 5   | 2   | 1   | 1   | 130:179 | −49 | 54     |
| 010. | EHC Winterthur            | 46 | 7  | 27 | 1   | 8   | 0   | 3   | 109:194 | −85 | 34     |
| 011. | HCB Ticino Rockets        | 46 | 6  | 35 | 1   | 0   | 0   | 4   | 68:162  | −94 | 24     |

### Topscorer
| Spieler              | Verein                    | Spiele | Tore | Assists | Punkte |
| -------------------- | ------------------------- | ------ | ---- | ------- | ------ |
| Jonathan Hazen       | HC Ajoie                  | 46     | 28   | 44      | 72     |
| Philip-Michaël Devos | HC Ajoie                  | 46     | 26   | 45      | 71     |
| Brent Kelly          | SC Langenthal             | 46     | 29   | 37      | 66     |
| Stefan Tschannen     | SC Langenthal             | 43     | 21   | 36      | 57     |
| Dominic Forget       | HC La Chaux-de-Fonds      | 46     | 30   | 21      | 51     |
| Jaedon Descheneau    | HC Thurgau                | 41     | 18   | 32      | 50     |
| Dion Knelsen         | SC Rapperswil-Jona Lakers | 42     | 27   | 21      | 48     |
| Cam Braes            | HC Thurgau                | 45     | 25   | 22      | 47     |
| Ryan Hayes           | GCK Lions                 | 45     | 16   | 31      | 47     |
| Léonardo Fuhrer      | HC Ajoie                  | 46     | 21   | 25      | 46     |

## Playoffs

### Playoff-Baum
| Viertelfinal                                          | Viertelfinal                                          | Viertelfinal                                          |                                                       | Halbfinal                                             | Halbfinal                                             | Halbfinal                                             |   |             | Final     | Final | Final |
|                                                       |                                                       |                                                       |                                                       |                                                       |                                                       |                                                       |   |             |           |       |       |
| 1                                                     | SCRJ Lakers                                           | 4                                                     |                                                       |                                                       |                                                       |                                                       |   |             |           |       |       |
| 8                                                     | EVZ Academy                                           | 0                                                     |                                                       |                                                       |                                                       |                                                       |   |             |           |       |       |
|                                                       |                                                       |                                                       | 1                                                     | SCRJ Lakers                                           | 4                                                     |                                                       |   |             |           |       |       |
|                                                       |                                                       |                                                       | 5                                                     | HC Ajoie                                              | 2                                                     |                                                       |   |             |           |       |       |
| 2                                                     | SC Langenthal                                         | 4                                                     |                                                       |                                                       |                                                       |                                                       |   |             |           |       |       |
| 7                                                     | EHC Visp                                              | 2                                                     |                                                       |                                                       |                                                       |                                                       |   |             |           |       |       |
| (Die Teams werden nach der ersten Runde neu gesetzt.) | (Die Teams werden nach der ersten Runde neu gesetzt.) | (Die Teams werden nach der ersten Runde neu gesetzt.) | (Die Teams werden nach der ersten Runde neu gesetzt.) | (Die Teams werden nach der ersten Runde neu gesetzt.) | (Die Teams werden nach der ersten Runde neu gesetzt.) | (Die Teams werden nach der ersten Runde neu gesetzt.) | 1 | SCRJ Lakers | 4         |       |       |
| (Die Teams werden nach der ersten Runde neu gesetzt.) | (Die Teams werden nach der ersten Runde neu gesetzt.) | (Die Teams werden nach der ersten Runde neu gesetzt.) | (Die Teams werden nach der ersten Runde neu gesetzt.) | (Die Teams werden nach der ersten Runde neu gesetzt.) | (Die Teams werden nach der ersten Runde neu gesetzt.) | (Die Teams werden nach der ersten Runde neu gesetzt.) |   | 3           | EHC Olten | 1     |       |
| 3                                                     | EHC Olten                                             | 4                                                     |                                                       |                                                       |                                                       |                                                       |   |             |           |       |       |
| 6                                                     | HC Thurgau                                            | 2                                                     |                                                       |                                                       |                                                       |                                                       |   |             |           |       |       |
|                                                       |                                                       |                                                       | 2                                                     | SC Langenthal                                         | 1                                                     |                                                       |   |             |           |       |       |
|                                                       |                                                       |                                                       | 3                                                     | EHC Olten                                             | 4                                                     |                                                       |   |             |           |       |       |
| 4                                                     | HC La Chaux-de-Fonds                                  | 1                                                     |                                                       |                                                       |                                                       |                                                       |   |             |           |       |       |
| 5                                                     | HC Ajoie                                              | 4                                                     |                                                       |                                                       |                                                       |                                                       |   |             |           |       |       |
|                                                       |                                                       |                                                       |                                                       |                                                       |                                                       |                                                       |   |             |           |       |       |

### Viertelfinal
Die Viertelfinalserien fanden vom 25. Februar bis zum 11. März 2018 statt.
|                                         | Serie | 1   | 2   | 3         | 4         | 5         | 6   | 7 | [HR]  |
| --------------------------------------- | ----- | --- | --- | --------- | --------- | --------- | --- | - | ----- |
| SC Rapperswil-Jona Lakers – EVZ Academy | 4:0   | 7:0 | 6:1 | 4:3 n. V. | 2:1 n. V. | -         | -   | - | [4:0] |
| SC Langenthal – EHC Visp                | 4:2   | 2:5 | 5:2 | 5:2       | 3:4 n. V. | 2:1       | 4:2 | - | [3:4] |
| EHC Olten – HC Thurgau                  | 4:2   | 2:4 | 6:4 | 4:1       | 5:6 n. V. | 4:3 n. V. | 1:4 | - | [2:2] |
| HC La Chaux-de-Fonds – HC Ajoie         | 1:4   | 1:5 | 1:4 | 4:3 n. V. | 2:3 n. V. | 1:3       | -   | - | [6:4] |

### Halbfinal
Die Halbfinalserien fanden vom 14. bis zum 27. März 2018 statt.
|                                      | Serie | 1   | 2   | 3   | 4         | 5   | 6   | 7 | [HR]  |
| ------------------------------------ | ----- | --- | --- | --- | --------- | --- | --- | - | ----- |
| SC Rapperswil-Jona Lakers – HC Ajoie | 4:2   | 2:1 | 3:5 | 3:1 | 1:4       | 4:2 | 2:1 | - | [2:2] |
| SC Langenthal – EHC Olten            | 1:4   | 3:4 | 3:2 | 1:2 | 2:3 n. V. | 2:3 | -   | - | [5:2] |

### Final
| 29. März 2018 19:45 Uhr | SC Rapperswil-Jona Lakers 14:53 Hügli (Profico, Mason) 1:0 20:25 Schmuckli (Rizzello, Aulin) 2:0 31:21 Aulin (Knelsen) 3:0 33:26 Mosimann (Hügli, Mason) 4:0 59:10 Hügli (Mosimann, Gähler) 5:0 | 5:0 (1:0, 3:0, 1:0) Spielbericht Stand: 1:0 | EHC Olten | St. Galler Kantonalbank Arena, Rapperswil-Jona Zuschauer: 4911 |

| 31. März 2018 17:00 Uhr | EHC Olten 0:55 Muller (Horansky, Mäder) 1:0 | 1:0 (1:0, 0:0, 0:0) Spielbericht Stand: 1:1 | SC Rapperswil-Jona Lakers | Eisbahn Kleinholz, Olten Zuschauer: 6270 |

| 2. April 2018 17:30 Uhr | SC Rapperswil-Jona Lakers 46:50 Maier (Mason, Mosimann) 1:1 53:01 Hügli 2:1 56:17 Ness (Hügli, Mosimann) 3:1 | 3:1 (0:0, 0:1, 3:0) Spielbericht Stand: 2:1 | EHC Olten 21:58 Schneuwly (Fröhlicher) 0:1 | St. Galler Kantonalbank Arena, Rapperswil-Jona Zuschauer: 5145 |

| 4. April 2018 19:45 Uhr | EHC Olten | 0:3 (0:2, 0:0, 0:1) Spielbericht Stand: 1:3 | SC Rapperswil-Jona Lakers 14:55 Ness (Mason, Hügli) 0:1 16:12 Lindemann (Schmuckli, Iglesias) 0:2 57:57 Morin (Hüsler, Berger) 0:3 | Eisbahn Kleinholz, Olten Zuschauer: 5756 |

| 6. April 2018 19:45 Uhr | SC Rapperswil-Jona Lakers 0:24 Knselsen (Morin, Rizzello) 1:0 15:11 Knelsen (Rizzello) 2:1 25:02 Mosimann (Hügli, Mason) 3:1 27:23 Mason (Hügli, Profico) 4:1 57:48 Lindemann 5:2 | 5:2 (2:1, 2:1, 1:0) Spielbericht Stand: 4:1 | EHC Olten 9:26 Sharp (Horansky, Ulmer) 1:1 31:28 Lüthi (Haas) 4:2 | St. Galler Kantonalbank Arena, Rapperswil-Jona Zuschauer: 5914 |

### Meistermannschaft der SC Rapperswil-Jona Lakers
| Swiss League Meister SC Rapperswil-Jona Lakers | Torhüter: Kevin Liechti, Melvin Nyffeler, Sascha Rochow Verteidiger: Sven Berger, Thomas Büsser, Cyrill Geyer (A), Nico Gurtner, Jorden Gähler, Frédéric Iglesias, Fabian Maier, Leandro Profico, Rajan Sataric, Florian Schmuckli Angreifer: Jared Aulin (A), Fabian Brem, Corsin Casutt, Lars Frei, Michael Hügli, Cédric Hüsler, Dion Knelsen, Sven Lindemann, Jeremy Morin, Jan Mosimann, Martin Ness, Josh Primeau, Antonio Rizzello (C), Jan Vogel Cheftrainer: Jeff Tomlinson Assistenztrainer: Robin Farkas |

## Liga-Qualifikation
Die SC Rapperswil-Jona Lakers traten als SL-Meister gegen den letzten der National League, den EHC Kloten, in der Liga-Qualifikation an. Diese Serie gewannen die Lakers mit 4:3, weshalb sie in die National League aufstiegen.